# Erich Käding
Erich Heinrich Ludwig Käding (manchmal auch als Erich Kaeding geführt; * 23. Oktober 1912 in Hamburg; † 22. April 1987 in Mölln) war ein deutscher Schauspieler, Hörspielsprecher und Sänger.

## Leben und Wirken
Der Sohn des Stuckateurs Franz Käding und dessen Frau Agnes geb. Nebel erhielt nach der Oberprimareife ein Stipendium für das Studium der Violine am Deutschen Konservatorium seiner Heimatstadt Hamburg. 1931 trat er in die Reichswehr ein, wo er zum Piloten und Fallschirmjäger ausgebildet wurde.
1949 spielte Käding die Titelrolle im ersten Nachkriegsmusical in Deutschland. 1964 nahm er zudem als Stipendiat ein Gesangsstudium an der Hochschule für Musik und Theater Hamburg auf.
Als Schauspieler spielte er verschiedene Rollen in Fernsehproduktionen wie Miss Molly Mill, Der Fall von nebenan, Aktenzeichen XY … ungelöst, Käpt’n Bay-Bay, I. O. B. – Spezialauftrag, Emm wie Meikel sowie Der alte Fritz und seine Richter.
Daneben war Käding umfangreich als Hörspielsprecher tätig. Vor allem Figuren von Karl May lieh er für verschiedene, oftmals neu aufgelegte Hörspiel-Produktionen seine Stimme. Er sprach den Maki-Motek in Old Surehand, den Manach el-Barsha im Schut sowie den Bärenjäger Baumann und dessen Gegenspieler, den Häuptling Schwerer Mokassin, in Unter Geiern.
Außerdem war Käding als Darsteller für Werbefotos tätig. So posierte er beispielsweise für das Titelblatt des Spiegel Nr. 30 aus dem Jahr 1976 zum Thema Gefährliche Jahre. Krise in der Lebensmitte.
Von 1960 bis zu deren Tod war Erich Käding mit Sigrun Habel verheiratet. Zuletzt in der lauenburgischen Gemeinde Schretstaken wohnhaft, starb er 1987 im städtischen Krankenhaus Mölln.

## Filmografie (Auswahl)
- 1970: Miss Molly Mill (Fernsehserie, Folge 9 Der Gärtner war es)
- 1970: Die Journalistin (Fernsehserie, Folge 1 Die Sache mit Kraske)
- 1974: Im Auftrag von Madame (Fernsehserie, Folge 25 Krimi-Fans)

## Hörspiele (Auswahl)
- Der Schut (Maritim, 1975)
- Old Surehand (Märchenland)
- Unter Geiern (Märchenland)